# Бусто-Арсицио
Бу́сто-Арси́цио (итал. Busto Arsizio) — город и коммуна в Италии, располагается в провинции Варесе области Ломбардия.
Население коммуны составляет, на 01.01.2023 года, 82 951 человек, плотность населения ─ 2 705,54 чел./км². Занимает площадь 30,66 км². Почтовый индекс — 21052. Телефонный код — 0331.
Покровителем коммуны почитается Иоанн Креститель. Праздник ежегодно празднуется 24 июня.

## Города-побратимы
- Домодоссола, Италия
- Эпине-сюр-Сен, Франция

## Известные уроженцы
- Босси, Джузеппе (1777-1815) — итальянский художник и историк живописи[2].
- Мина Анна Маццини (род. 1940) — итальянская певица[3].
- Уги, Уто (род. 1944) — итальянский скрипач и дирижёр[4].